# Ana Mihajlović
Ana Mihajlović (* 20. května 1986, Kragujevac, Srbsko) je srbská topmodelka a vítězka Elite Model Look 2002.

## Kariéra
V 15 letech se stala Elite Model Look Serbia 2002. Poté reprezentovala Srbsko na světovém finále Elite Model Look International 2002, které se konalo 7. září 2002, kde se stala absolutní vítězkou.